# Liezen
Liezen este un oraș în Austria.